# Локална мрежа
Локална мрежа (на английски: local area network, LAN) е вид малка компютърна мрежа, обслужваща компютри и други устройства (напр. мрежови принтери или скенери), свързани помежду си . За разлика от големите (международни) WAN мрежи, локалната мрежа се разполага обикновено в една сграда. В днешно време най-разпространени са технологиите на свързване Ethernet или Wi-Fi, за разлика от миналото, когато са били използвани предимно ARCNET, Token ring и др.

## Функции
Чрез локалната мрежа се осъществява:
- Споделяне на информация между компютрите (sharing). Всеки потребител в мрежата може да получи достъп до всички или само до някои от устройствата, директориите или отделни файлове, в зависимост от това с какви права разполага (пълни права, само за четене и др.)
- Свързване на приложения, които са инсталирани на различни компютри в мрежата, напр. програма, която работи на един компютър, би могла да използва помощни програми, които са инсталирани на друг компютър.
- Автоматична синхронизация на файлове в цялата мрежа. Повечето мрежови софтуери предоставят възможност някои от файловете след обработка да бъдат обновени на всички компютри, където има техни копия.
- Стрийминг на мултимедия.

## Видове локални мрежи

### Според организацията
Според организацията на управлението локалните мрежи са два основни вида:
- Мрежи с равноправен достъп (peer-to-peer)
- Мрежи клиент-сървър (client-server)

При мрежите „клиент-сървър“ един от компютрите има централна роля и се нарича сървър, а останалите се наричат клиенти. Те ползват услугите, осигурени от сървъра. Персоналните компютри, които са клиенти в мрежата, често се наричат работни станции.
При мрежите с равноправен достъп се позволява всеки компютър в мрежата да работи и като клиент, и като сървър. Този вид мрежи премахват нуждата от скъп сървър, но имат известни недостатъци. Споделените файлове са разпръснати из цялата мрежа, което затруднява тяхната защита. Администрирането на мрежата като цяло е трудно, защото на всеки компютър трябва да се поддържа списък на потребителите.

### Според топологията
Основните типове топологично структуриране са: звездовидно (star), token ring (токен ринг, букв. „жетонен кръг“) и шина  (Bus). Топологичните деления се различават по начина на пренос на данни:
- Най-разпространената мрежова структура, която се използва днес, е тип „звезда“. При нея всеки един компютър се свързва чрез кабел директно към комутатора – суич или рутер.

- При структурата token ring всеки компютър е свързан само с двата съседни, като така се получава затворен кръг. Информацията може да се движи само в една посока, като централно се задава кой компютър може да предава данни в даден момент. Това се извършва чрез маркера (token), който представлява 3 битов сигнал и циркулира по кръга. Този вид мрежа е структурирана така, че когато даден компютър получи сигнала, той се активира и може да предава информация към съседния компютър. За да се активира съседният компютър, той първо трябва да изчака маркера, който фактически определя кой компютър да ползва комуникационния канал.

- Най-старият вид е топологията тип „шина“. При нея всички компютри са свързани с един кабел. Тъй като мрежата има начало и край, трябва да се добави терминатор в двата края на мрежата. Терминаторът предпазва линията от т.нар. „отскачане на сигнала“. Ако липсва терминатор, сигналът, достигайки до края на линията, отскача и се връща обратно, което пречи на останалите изпратени сигнали. При тази система всеки компютър изпраща своите съобщения едновременно към всички останали, а компютърът получател приема само пакетите, които са адресирани до него. Всички останали се игнорират. Ако няколко компютъра се опитат да предават данни по едно и също време, се получава колизия (сблъсък) на пакетите.

### Според йерархията
Йерархичното деление е основно на два типа: работна група (Workgroup) и домейн (Domain). При работната група всички компютри са равнопоставени, докато в домейна йерархичната структура е пирамидална.

## История
Нарастващото търсене и използване на компютри в университетите и изследователските лаборатории в края на 60-те години поражда необходимостта от осигуряване на високоскоростни взаимовръзки между компютърните системи. Доклад от 1970 г. от Радиационната лаборатория на Лорънс, в който подробно се описва растежа на тяхната мрежа „Octopus“, дава добра индикация за ситуацията.
Редица експериментални и ранни търговски LAN технологии са разработени през 70-те години. Кеймбридж пръстенът е разработен в университета в Кеймбридж през 1974 г. Ethernet е разработен в Xerox PARC между 1973 и 1974 г. ARCNET е разработен от Datapoint Corporation през 1976 г. и обявен през 1977 г. Неговата първа търговска инсталация се осъществява през декември 1977 г. в Chase Manhattan Bank в Ню Йорк.
През 1979 г. системите за електронно гласуване за Европейския парламент са първата инсталация на LAN, свързваща стотици (420) терминали за гласуване, управлявани от микропроцесор, към централно устройство за гласуване/избор с многоточкова шина с Master/slave арбитраж.
Развитието и разпространението на персонални компютри, използващи операционната система CP/M в края на 70-те години на миналия век, и по-късно базирани на DOS системи, започващи през 1981 г., означава, че много сайтове нарастват до десетки или дори стотици компютри. Първоначалната движеща сила за работа в мрежа е споделянето на хранилище и принтери. Има голям ентусиазъм за концепцията и в продължение на няколко години, от около 1983 г. нататък, специалистите по компютърна индустрия редовно обявяват следващата година за „годината на LAN“.
На практика концепцията е помрачена от разпространението на несъвместими физически слоеве и мрежови протоколи и множество методи за споделяне на ресурси. Обикновено всеки доставчик има свой собствен вид мрежова карта, кабели, протокол и мрежова операционна система. Появява се решение с появата на Novell NetWare, който осигури безпристрастна поддръжка за десетки конкуриращи се типове карти и кабели и много по-сложна операционна система от повечето свои конкуренти. NetWare доминира в бизнеса с LAN персонални компютри от началото след въвеждането му през 1983 г. до средата на 90-те години, когато Microsoft представят Windows NT.
От конкурентите на NetWare само Banyan Vines имат сравними технически силни страни, но Banyan никога не получават сигурна база. 3Com произвежда 3+Share, а Microsoft създаде MS-Net. След това се създава основата за сътрудничество между Microsoft и 3Com за създаване на проста мрежова операционна система LAN Manager и нейния братовчед, LAN сървъра на IBM. Нито едно от тях не се радва на траен успех.
През 1983 г. за първи път е показано, че TCP/IP може да поддържа действителни приложения на отдела за отбрана в LAN тестов стенд на Агенцията за отбрана, разположен в Рестън, Вирджиния. Базираната на TCP/IP LAN успешно поддържа Telnet, FTP и приложение за телеконференции на Министерството на отбраната. Това демонстрира възможността за използване на локални мрежи TCP/IP за свързване на компютри от световната военна система за управление (WWMCCS) в командните центрове в Съединените щати. WWMCCS обаче е заменен от Глобалната система за управление и управление (GCCS), преди това да може да се случи.
През същия период Unix работните станции използват TCP/IP мрежи. Въпреки че този пазарен сегмент вече е много намален, технологиите, разработени в тази област, продължават да оказват влияние в Интернет и в мрежите както на Linux, така и на Apple Mac OS X – и протоколът TCP/IP е заменил IPX, AppleTalk, NBF и други протоколи, използвани от ранните компютърни LAN мрежи.